# Casco de Hades

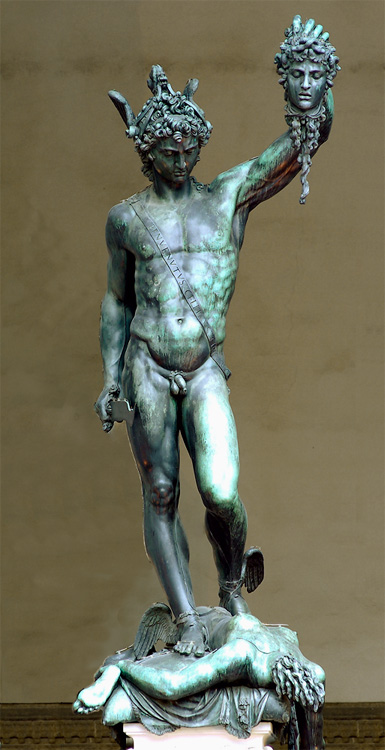
"En Persee-Florence, lo invisible se hace visible: el conocimiento oculto, desvelado para todos."

El casco de Hades (en griego: Ἅϊδος κυνέη, Áïdos kynéē; literalmente «piel de perro de Hades») era, según la mitología griega, un yelmo, casco o morrión que tenía el poder de hacer invisible a todo aquel que lo llevara puesto. Quizás las versión más conocida es la que vincula el casco con Perseo: «cubría las sienes del héroe el terrible casco de Hades con la tenebrosa oscuridad de la noche». Rabelais lo denomina como el «casco de Plutón» y Erasmo como el «casco de Orco». Con el paso del tiempo el artefacto se volvió una expresión proverbial: «el casco de Plutón, que hace invisible al hombre político, es el secreto del consejo y la celeridad en la ejecución».

## Usuarios

### Hades
Obtuvo el casco en la Titanomaquia: el enfrentamiento duraba diez años, pero por fin Gea, la madre tierra, profetizó la victoria para Zeus si este tomaba por aliados a los que Crono había confinado al Tártaro. Así pues, Zeus mató a Campe, la carcelera del Tártaro, y después de haber liberado a los Cíclopes y a los Hecatonquiros, los fortaleció con comida y bebida divinas. Como consecuencia de este acto, los Cíclopes le entregaron a Zeus el rayo; a Hades le dieron el casco que le hacía invisible; y a Poseidón un tridente. Con estas armas, lograron vencer a los titanes.

### Perseo
El casco de Hades estaba en posesión de ciertas ninfas que custodiaban otros artefactos divinos, como las sandalias aladas y el kíbisis (alforja o zurrón). Estas regalaron el casco a Perseo quien lo utilizó para poder acercarse a las Gorgonas y para poder escapar de ellas gracias al poder de invisibilidad que le confería.

### Hermes
Hermes, cubierto con el casco de Hades durante la Gigantomaquia, mató al gigante Hipólito.

### Atenea
En la Ilíada se menciona que Atenea usa el casco de Hades para que Ares no la reconociera y para ayudar a Diomedes a herir a Ares.

## En la cultura popular
En la serie de Percy Jackson y los dioses del Olimpo de Rick Riordan, Annabeth Chase (una hija de Atenea) recibió de su madre una gorra de béisbol de los Yankees de Nueva York que era una gorra disfrazada de invisibilidad. En la misma serie, el antagonista principal, Luke Castellan, robó el Yelmo de la Oscuridad de Hades, así como el rayo maestro de Zeus. Hades también lo ha utilizado en La sangre del Olimpo, donde va desterrando a Gea y a los hijos de Tártaro, los gigantes, al Tártaro.
El casco también aparece en la comedia mitológica italiana Arrivano i Titani, pero sus poderes de invisibilidad en esta versión sólo funcionan de noche.
El yelmo juega un papel importante en la novela Ilión de Dan Simmons, en la que el narrador escolástico Thomas Hockenberry adquiere el artefacto a través de Afrodita en su plan para que el escoliasta espíe y finalmente asesine a la diosa Atenea.